# Heterotis niloticus

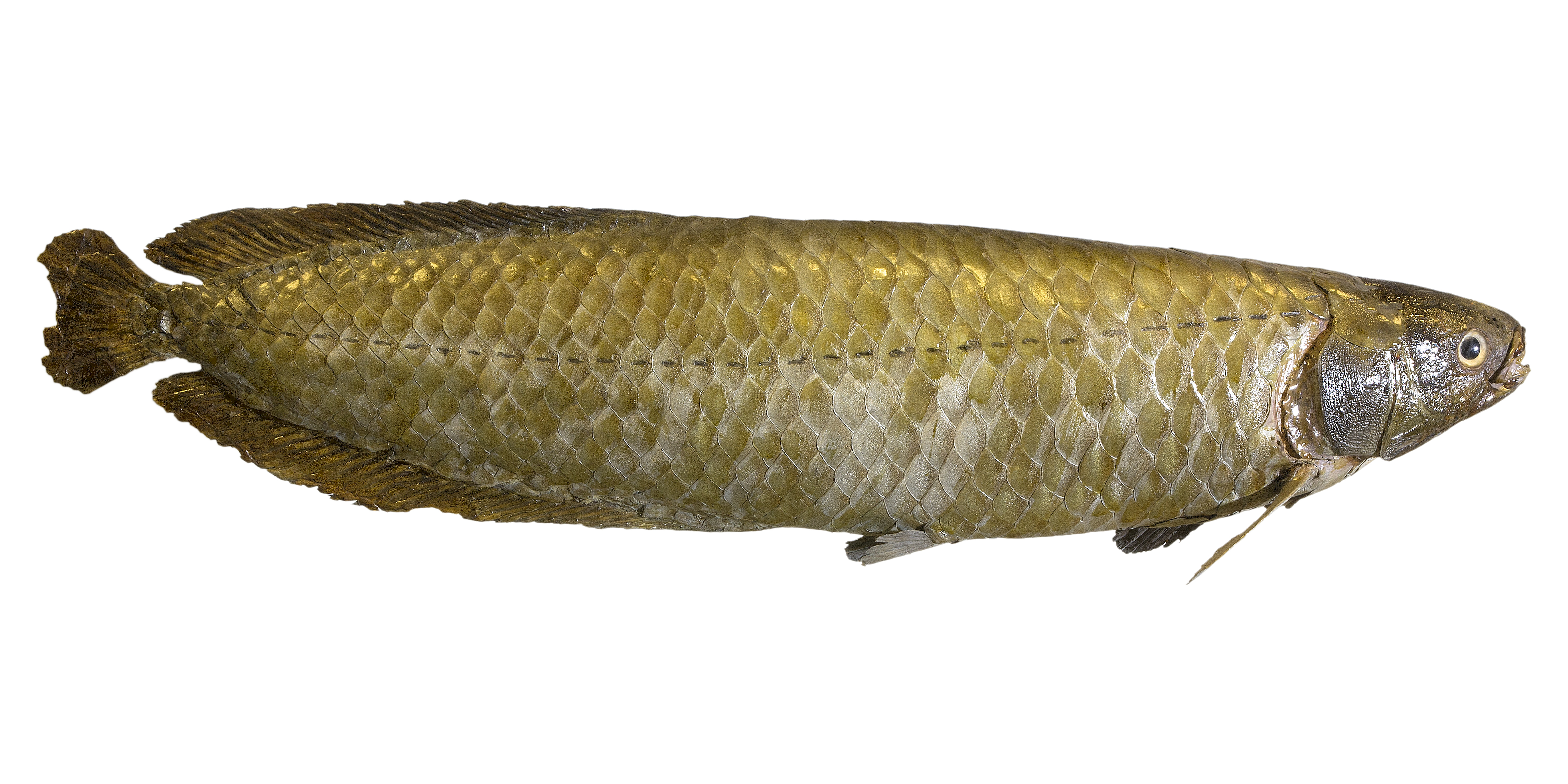
Heterotis niloticus - MHNT

La arowana africana o arowana del Nilo, también llamado a veces arapaima africano (Heterotis niloticus ) es una especie de pez de la familia Arapaimidae. A pesar de ser llamado "arowana", el arowana africano está más estrechamente relacionado con los arapaimas, los únicos otros miembros de la familia Arapaimidae, que los arowanas sudamericanos, asiáticos y australianos de la familia Osteoglossidae (a veces se incluyen los Arapaimidae en los Osteoglossidae). En comparación con estos, el arowana africano tiene una boca más terminal y es el único que se alimenta extensamente de plancton.

## Descripción
El arowana africano es un pez de cuerpo largo con escamas grandes, aletas dorsal y anal largas situadas muy atrás en el cuerpo y una aleta caudal redondeada. Su altura es de 3,5 a 5,0 veces la longitud estándar. Se ha informado que alcanza hasta 1 m (3,3 pies) de largo y pesa hasta 10,2 kg (22 lb).
Este pez es de color gris, marrón o bronce. La coloración es uniforme en los adultos, pero los juveniles suelen tener bandas longitudinales oscuras.
Las arowanas africanas tienen órganos que respiran aire en sus branquias , lo que les permite sobrevivir en agua sin oxígeno. Un órgano suprabranquial le permite concentrar pequeñas partículas de alimentos planctónicos y también tiene una función sensorial.

## Distribución
Esta especie está muy extendida por toda África, donde es originaria de todas las cuencas hidrográficas de la región sahelo-sudanesa, Senegal y Gambia, así como partes del este de África. Esta distribución incluye las cuencas de los ríos Corubal, Volta, Ouémé, Níger, Bénoué y Nilo, así como las del lago Chad y el lago Turkana. Se ha introducido con éxito en Costa de Marfil, el río Cross en Nigeria, los ríos Sanaga y Nyong en Camerún, y el río Ogooué en Gabón, así como la cuenca baja y media del río Congo, incluidos los ríos Ubangui y Kasaï. También se ha introducido en Madagascar. En algunos casos, se informa que la introducción ha tenido un impacto negativo en la ecología local.

## Uso humano
La arowana africana se utiliza localmente como alimento y se ha recolectado en el pasado para el comercio de acuarios. No es salvaje ni agresivo como sus parientes.